# Augea capensis
Augea capensis är en pockenholtsväxtart som beskrevs av Carl Peter Thunberg. Augea capensis ingår i släktet Augea och familjen pockenholtsväxter. Inga underarter finns listade i Catalogue of Life.